# Moules (öar i Sporaderna)
Moules (grekiska: Μούλες) är ett ö-par i Grekland, bestående av de båda mindre, obebodda öarna Moro (grekiska: Μωρό) och Pedi (grekiska: Παιδί). Öarna ligger strax norr om ön Alonnisos i ögruppen Sporaderna och regionen Thessalien, i den östra delen av landet, 150 km norr om huvudstaden Aten.